# Dzagikavan
Dzagikavan (armeniska: Ձագիկավան, till juli 2017 Musallam) är en ort i Armenien. Den ligger i provinsen Siunik, i den sydöstra delen av landet, 190 km sydost om huvudstaden Jerevan. Dzagikavan ligger 1 334 meter över havet och antalet invånare är 106.
Terrängen runt Dzagikavan är bergig åt nordost, men åt sydväst är den kuperad. Dzagikavan ligger nere i en dal. Närmaste större samhälle är Kapan, 13,5 km öster om Dzagikavan. 
Trakten runt Dzagikavan består i huvudsak av gräsmarker. Runt Dzagikavan är det ganska glesbefolkat, med 42 invånare per kvadratkilometer.